# Castel Ludwigstorff
Castel Ludwigstorff (anche noto come Schloss Deutsch-Altenburg in tedesco) si trova nel comune austriaco di Bad Deutsch-Altenburg nel distretto di Bruck an der Leitha, in Bassa Austria e risale al XIV secolo.

## Storia
Il castello venne edificato attorno al XIII secolo nella parte nord-occidentale di Bad Deutsch-Altenburg con la funzione di difesa di quella parte dell'abitato e dell'accesso alla città. La prima citazione su documenti della fortezza risale al 1297. I signori locali, i cavalieri Dörr von Wildungsmauer, mantennero il controllo del territorio sino al 1620. Nel 1621 subentrarono i baroni di Polheim seguiti prima dai Kollonitsch e da altri. L'edificio recente risale al XVII secolo e venne progettato come castello con fossato. Dal 1709 non ha più funzioni di difesa ed appartiene ai baroni von Ludwigstorff ed ai loro discendenti. Subì enormi danni da parte delle truppe dell'Armata Rossa verso la fine della seconda guerra mondiale e solo nel secondo dopoguerra venne restaurato ospitando per un breve periodo la sede del Museo dell'Africa Ernst Zwilling. Dopo la chiusura del museo è divenuto una residenza signorile privata non più aperta al pubblico.

## Descrizione
Il castello di Ludwigstorff si trova nelle vicinanze dell'area termale Bad Deutsch-Altenburg quasi sulle rive del Danubio. La struttura è formata da quattro ali che racchiudono il cortile interno. Sono spariti gli antichi fossati storici e anche le mura difensive sono state demolite. Il portale principale sulla facciata è con arco a tutto sesto abbassato affiancato da due colonne che reggono una elegante babaustra. Sulla copertura della facciata spicca la torretta che si apre con quattro finestre a monofora che si conclude con il tettuccio piramidale. L'ex cappella del castello non svolge più funzioni religiose. Molte delle decorazioni storiche che arricchivano gli interni si sono perdute a causa di incebdi ed occupazioni.